# Kalksteinbrüche Rosengarten
Das Naturschutzgebiet Kalksteinbrüche Rosengarten liegt im Landkreis Alzey-Worms in Rheinland-Pfalz. Die Fläche des ehemaligen Steinbruchs wurde im Jahr 1978 an den BUND Rheinland-Pfalz verkauft. Seitdem kümmert sich die BUND Kreisgruppe Wonnegau um die Pflege und den Erhalt der Fläche. Zur Dokumentation der Artenschutzmaßnahmen finden unter anderem seit dem Jahr 2022 Nachtfalterkartierungen statt.
Das 11 ha große Gebiet, das im Jahr 1983 unter Naturschutz gestellt wurde, erstreckt sich südwestlich der Ortsgemeinde Gundersheim zwischen der nördlich verlaufenden A 61 und der B 271 im Süden. Unweit nordwestlich fließt der Wäschbach.